# Campeonato Mundial Juvenil de Béisbol de 1997
La Campeonato Mundial Juvenil de Béisbol 1997 fue una competición de béisbol internacional que se disputó en Moncton, Canadá, del 8 al 16 de agosto organizado por la IBAF.

## Fase final
|  | Semifinales    | Semifinales  |   |                | Final        | Final |  |
|  |                |              |   |                |              |       |  |
|  |                |              |   |                |              |       |  |
|  | 15 de agosto   |              |   |                |              |       |  |
|  | Cuba           | 8            |   |                |              |       |  |
|  | Estados Unidos | 4            |   |                |              |       |  |
|  |                |              |   |                |              |       |  |
|  |                |              |   |                | 16 de agosto |       |  |
|  |                |              |   |                | Cuba         | 7     |  |
|  |                | China Taipéi | 3 |                |              |       |  |
|  |                |              |   |                |              |       |  |
|  |                |              |   |                |              |       |  |
|  |                |              |   |                | Tercer lugar |       |  |
|  | 15 de agosto   | 15 de agosto |   | 16 de agosto   | 16 de agosto |       |  |
|  | China Taipéi   |              |   | Estados Unidos | X            |       |  |
|  | Canadá         |              |   |                | Canadá       | X     |  |

## Posiciones finales
| Pos | Equipo          |
| --- | --------------- |
|     | Cuba            |
|     | China Taipéi    |
|     | Canadá          |
|     | Estados Unidos  |
| 5°  | Corea del Sur   |
| 6°  | Australia       |
| 7°  | Brasil          |
| 8°  | Venezuela       |
| 9°  | Rusia           |
| 10° | Países Bajos    |
| 11° | República Checa |